# Rhamphomyia albitarsis
Rhamphomyia albitarsis är en tvåvingeart som beskrevs av Collin 1926. Rhamphomyia albitarsis ingår i släktet Rhamphomyia och familjen dansflugor. Arten är reproducerande i Sverige. Inga underarter finns listade i Catalogue of Life.